# Giorgio Gaslini
Giorgio Gaslini prononcé : [ˈdʒordʒo ɡaˈzliːni], né à Milan le 22 octobre 1929 et mort à Borgo Val di Taro le 29 juillet 2014, est un pianiste de jazz italien, compositeur et chef d'orchestre,.

## Biographie
Giorgio Gaslini commence à jouer à l'âge de 13 ans et enregistre avec son trio de jazz à 16 ans. Dans les années 1950-1960, Gaslini se produit avec son quatuor. Il est le premier musicien italien mentionné comme nouveau talent dans le sondage Down Beat et le premier italien officiellement invité à un festival de jazz aux États-Unis (Nouvelle-Orléans 1976-1977). Il collabore avec des solistes américains comme Anthony Braxton, Steve Lacy, Don Cherry, Roswell Rudd, Max Roach ainsi que l’Argentin Gato Barbieri et le Français Jean-Luc Ponty. Il adapte les compositions d'Albert Ayler et de Sun Ra pour piano solo, publiées par le label Soul Note et composé la bande originale de La notte (1961) de Michelangelo Antonioni.
De 1991 à 1995, Gaslini compose des œuvres pour l'Italian Instabile Orchestra de Carlo Actis Dato (it) et est le premier titulaire de cours de jazz à l'académie de musique Santa Cecilia  de Rome (1972-1973). En ce qui concerne la musique contemporaine, il compose des œuvres symphoniques, des opéras et des ballets représentés dans les théâtres italiens dont La Scala de Milan et des musiques de films, dont Incontro d'amore a Bali (1970), Homicide parfait au terme de la loi (1971), La Nuit des diables (1972), La Peur au ventre (1972) et Quando le donne si chiamavano madonne (1972). En 1975, Dario Argento le contacte pour Les Frissons de l'angoisse, après sa contribution aux Cinq Jours à Milan en 1973.
Gaslini décède à l'âge de 84 ans à Borgo Val di Taro, dans la province de Parme, où il vit depuis des années avec son épouse de longue date et ses 14 chiens et chats.

## Discographie
| Année     | Titre                                                | Label                 | Notes |
| --------- | ---------------------------------------------------- | --------------------- | --- |
| 1966      | Nuovi Sentimenti                                     |                       | Avec Don Cherry et Enrico Rava (trompette), Steve Lacy (saxo soprano), Gianni Bedori (saxo alto, flûte), Gato Barbieri (saxo tenor), Kent Carter et Jean-François Jenny-Clark (basse), Aldo Romano et Franco Tonani (batterie) |
| 1967?     | New Sound Jazz #2                                    | Cinevox               | |
| 1968?     | Il fiume Furore                                      | I dischi del sole     | |
| 1968      | Grido                                                | Durium                | En concert |
| 1969?     | Un quarto di vita                                    | Durium                | Avec I Nuovi Angeli et Edmonda Aldini |
| 1969?     | Africa!                                              | Bluebell              | |
| 1969?     | Newport in Milan                                     | Produttori Associati  | Avec big band |
|           | Una cosa nuova                                       | Produttori Associati  | |
| 1973?     | Favola pop                                           | Produttori Associati  | |
| 1973?     | Fabbrica occupata                                    | Produttori Associati  | Avec Jean-Luc Ponty, Steve Lacy |
| 1974?     | Jazz a confronto: Mario Schiano avec Giorgio Gaslini | Horo                  | |
| 1974?     | Message                                              | BASF                  | |
| 1975?     | Colloquio con Malcolm X                              | PDU                   | |
| 1975?     | Canti di popolo in jazz                              | PDU                   | |
| 1976?     | Jean-Luc Ponty meets Giorgio Gaslini                 | Produttori Associati  | |
| 1976?     | Murales live                                         | Dischi della Quercia  | |
| 1976      | New Orleans Suite                                    |                       | Quartet, avec Gianni Bedori (saxo tenor et soprano), Julius Farmer (basse), John Vidacovich (batterie) |
| 1977      | Graffiti                                             |                       | Sextet, avec Gianni Bedori (saxo tenor et soprano), Gianluigi Trovesi (saxo alto et soprano, clarinette), Paolo Damiani (basse), Gianni Cazzola (batterie), Luis Agudo (percussion); en concert                                |
| 1981      | Gaslini Plays Monk                                   | Soul Note             | Solo piano |
| 1984      | Schumann Reflections                                 | Soul Note             | Trio, avec Piero Leveratto (basse), Paolo Pellegatti (batterie) |
| 1987      | Multipli                                             | Soul Note             | Avec Roberto Ottaviano (saxo alto et soprano, saxo sopranino, clarinette), Claudio Fasoli (saxo tenor et soprano), Bruno Tommaso (basse), Giampiero Prina (batterie)                                                           |
| 1990      | Ayler's Wings                                        | Soul Note             | Solo piano |
| 1990–1991 | Masks                                                | Soul Note/Musica Jazz | Avec orchestre |
| 1994      | Lampi                                                | Soul Note             | Avec Daniele Di Gregorio (vibes, marimba, percussion), Roberto Bonati (basse), Giampiero Prina (batterie) |
| 1996      | Jelly's Back In Town                                 | Dischi Della Quercia  | Avec orchestre |
| 1996      | Mister O                                             | Soul Note             | Avec orchestre |
| 1999      | Ballets                                              | Soul Note             | Avec strings |
| 2000      | Sacred Concert. Jazz Te Deum                         | Soul Note             | Avec orchestre |
| 2000-2001 | Enigma                                               | Soul Note             | Avec Proxima Centauri Orchestra |
| 2002?     | Il Brutto Anatroccolo                                | Il Manifesto          | Avec Orchestra Jazz della Sardegna |
| 2002      | Urban Griot                                          | Soul Note             | Avec Proxima Centauri Orchestra |
| 2003      | Plays Sun Ra                                         | Soul Note             | Solo piano |
| 2004?     | Elle                                                 | Velut Luna            | |
| 2006?     | Musica Totale                                        | Azzurra               | |
| 2007      | La Musica di Repubblica – l'Espresso                 |                       | Trio, avec Roberto Bonati (basse), Roberto Dani (batterie, percussion); en concert |
| 2010?     | Giorgio Gaslini: Sinfonico 3                         | Velut Luna            | |
| 2010?     | Ellaura                                              | Velut Luna            | |
| 2011      | Piano Solo: Incanti                                  | Cam Jazz              | Solo piano; en concert |
| 2014?     | Gaslini sinfonico 4                                  | Velut Luna            | |

### Compilations
- L'Integrale, Anthologia Cronologica No. 1, No. 2 (Soul Note, 1948–1964)
- L'Integrale, Anthologia Cronologica No. 3, No. 4 (Soul Note, 1964–1968)
- L'Integrale, Anthologia Cronologica No. 5, No. 6 (Soul Note, 1968–1969)
- L'Integrale, Anthologia Cronologica No. 7, No. 8 (Soul Note, 1973–1974)

Sources :
- Richard Cook et Brian Morton, The Penguin Guide to Jazz on CD, Penguin, 1996, 487–488 p. (ISBN 978-0-14-051368-4)

- Richard Cook et Brian Morton, The Penguin Guide to Jazz Recordings, Penguin, 2008, 533–535 p. (ISBN 978-0-14-103401-0)

## Filmographie
- 1961 : La Nuit (La notte) de Michelangelo Antonioni
- 1965 : Une garce inconsciente (Un amore) de Gianni Vernuccio
- 1969 : Les Deux Sœurs (Le sorelle) de Roberto Malenotti
- 1970 : Mes mains sur ton corps (Le tue mani sul mio corpo) de Brunello Rondi
- 1970 : La Pacifiste (La pacifista) de Miklós Jancsó
- 1970 : Incontro d'amore a Bali d'Ugo Liberatore et Paolo Heusch
- 1971 : Homicide parfait au terme de la loi (Un omicidio perfetto a termine di legge) de Tonino Ricci
- 1972 : Quando le donne si chiamavano madonne d'Aldo Grimaldi
- 1972 : Manœuvres criminelles d'un procureur de la République (Il vero e il falso) d'Eriprando Visconti
- 1972 : La Nuit des diables (La notte dei diavoli) de Giorgio Ferroni
- 1972 : La Peur au ventre (Rivelazioni di un maniaco sessuale al capo della squadra mobile) de Roberto Bianchi Montero
- 1973 : Cinq Jours à Milan (Le cinque giornate) de Dario Argento
- 1973 : La colonna infame de Nelo Risi
- 1974 : Cinq Femmes pour l'assassin (Cinque donne per l'assassino), de Stelvio Massi
- 1975 : Les Frissons de l'angoisse (Profondo rosso) de Dario Argento (en collaboration avec le groupe Goblin)